# Medveďov
Medveďov es un municipio del distrito de Dunajská Streda en la región de Trnava, Eslovaquia, con una población estimada a final del año 2024 de 522 habitantes.
Se encuentra ubicado al sur de la región, cerca de los ríos Danubio y Váh, y de la frontera con Hungría y la región de Bratislava.

## Demografía
| Año        | 1994 | 2004    | 2014    | 2024    |
| ---------- | ---- | ------- | ------- | ------- |
| Población  | 564  | 573     | 546     | 522     |
| Diferencia |      | +1,59 % | −4,71 % | −4,39 % |

| Año        | 2023 | 2024    |
| ---------- | ---- | ------- |
| Población  | 528  | 522     |
| Diferencia |      | −1,13 % |